# Bettina Kramer
Bettina Kramer (* 17. November 1962 in Hamburg) ist eine deutsche Schauspielerin.

## Leben
Ihre Ausbildung absolvierte sie von 1985 bis 1989 an der Otto-Falckenberg-Schule in München. Nach ihrem Diplom spielte sie an verschiedenen Bühnen in Stuttgart, München und Graz. Von 1992 bis 1994 hatte sie ein Engagement am Mecklenburgischen Landestheater Parchim, anschließend spielte sie unter anderem in Stuttgart und Berlin. Von 1999 bis 2001 spielte sie die Gefängnisinsassin Anna Talberg bei Hinter Gittern. Seit 2005 arbeitet sie außerdem als Tanz- und Bewegungstherapeutin.

## Filmografie (Auswahl)
- 1990: Wohin die Liebe fällt
- 1991: Pfarrerin Lenau
- 1993: Die Männer vom K3
- 1996: Wolffs Revier
- 1998: Fieber
- 1998: Wolffs Revier
- 1999: Im Namen des Gesetzes
- 1999: Klinik mit Herz
- 1999: Triade
- 1999–2001: Hinter Gittern – Der Frauenknast
- 2000: Balko
- 2001: Alphateam-Die Lebensretter im OP
- 2002: SOKO Leipzig
- 2002: Willkommen Zuhause
- 2003: Broti & Pacek-irgendwas ist immer
- 2003: Push up 1–3
- 2004: Der Ermittler
- 2004: Stefanie – Eine Frau startet durch
- 2005: Polizeiruf 110 – Vorwärts wie rückwärts
- 2005: Verliebt in Berlin
- 2005: Anja und Anton
- 2006: Notruf Hafenkante
- 2007: SOKO Leipzig
- 2008: Treuepunkte
- 2010: Hanna – Folge deinem Herzen